# Городоцький цвинтар (Львів)
Городо́цький цви́нтар (пол. Cmentarz Gródecki) — колишній цвинтар у Львові, назва походить від Городоцької дороги, яка прямувала зі Львова до виїзду з міста у напрямку містечка Городок-Ягеллонський. Заснований у другій половині XVII століття на південно-західній околиці, на полях Білогорщі; функціонував до 1 вересня 1875 року.
На початку XX століття Городоцький цвинтар мав видовжену форму та займав територію, яка обмежувалася вулицями Білінських, Городоцькою (навпроти приміського залізничного вокзалу, за будинками № 163—169 по вул. Городоцькій), Кентшинського, а головна цвинтарна брама містилася неподалік перетину вулиць Шептицьких, частина площі Більчевського та Адама Сапєги.

## Історія
11 грудня 1783 року Надвірна канцелярія Габсбургів у Відні видала декрет, згідно з яким маґістрати всіх провінцій імперії мали ліквідувати всі цвинтарі при храмах і протягом 4 тижнів виділити за межами міст спеціальні ділянки для облаштування на них місць для поховань (цвинтарів). Це стосувалося й Галичини, а тому 22 січня 1784 року цей декрет опублікувало Галицьке намісництво у Львові. Але спершу це не мало ефекту, бо й після закінчення терміну, вказаного в декреті, галичани продовжували ховати померлих навколо храмів. Тому процес улаштування заміських цвинтарів тривав ще декілька років.

Пам'ятна колона на честь коронації Чудотворної ікони Божої Матері

Наприкінці XVIII століття почали зносити оборонні укріплення Львова, внаслідок чого територія міста стрімко збільшилася, бо середмістя злилося з передмістями. Через це площа міста досягла 31,9 км². Збільшення території спричинило зростання чисельності населення міста, водночас через постійні спалахи епідемій смертність серед населення зросла. Все це призвело до нестачі місць для поховань навколо храмів. Згодом місто поділили на 5 дільниць, одна з яких (II, або Краківська) отримала право ховати померлих на Городоцькому цвинтарі.
Городоцький цвинтар вперше згадується у 1682 році як місце зборів війська польського короля Яна III Собеського, готового йти на допомогу обложеному турками гарнізону Відня у 1683 році. Спеціально для цього на південно-західній околиці Львова, у Білогорських полях, було виділено земельну ділянку площею 5300 м² (0,53 га), де королівські війська отаборилися та формувалися у підрозділи для подальшого походу на Відень.
Згодом тут до останніх днів першої Речі Посполитої відбувалися військові паради Рицарського кола. Також тут ховали загиблих солдатів, бо бракувало місця на цвинтарі біля костелу Святої Анни. Саме на цьому місці (на білогорських полях), де були поховані польські вояки, й почав формуватися Городоцький цвинтар. Зокрема, тут почали ховати незаможних городян. На захід від площі Святого Юра до цвинтаря прямувала так звана «Цвинтарна дорога», яка після проведення адміністративно-територіальної реформи й упорядкування довкілля Львова, отримала назву «вулиця Цвинтарна».
1 липня 1751 року на полях Білогорщі львівські отці-домініканці, через брак місця у своєму костелі, який тоді відновлювали, інсценізували пишну коронацію Чудотворної ікони Божої Матері. Згодом, на місці урочистої події домінікани вирішили поставити пам'ятну колону і 29 травня 1756 року звернулися за дозволом до львівського маґістрату.
Пам'ятну колону на честь коронації Чудотворної ікони Божої Матері було зведено домініканцями в дуже стислі терміни. В основі колони був чотиригранний кам'яний постамент, висотою 12 метрів, шириною — 2,52 метри з трьома сходинками. На ньому стояла триярусна піраміда з нішами у формі таблиць, в яких були образи святих: Матері Божої, святого Йосипа, святого Алоїза, святого Луки Євангеліста, святого Якова, святого Вінцента та святого Домініка. Під ними містились родинні герби Потоцьких та Мнішеків. Колону вінчала бляшана позолочена корона, а з неї виблискувала на всі боки шестипроменева золотиста зірка. На колоні був пам'ятний напис, який свідчив, що вона встановлена переважно коштом меценатки, фундаторки декількох костелів, Людвіки з Мнішеків Потоцької, дружини краківського каштеляна і гетьмана коронного Юзефа Потоцького. Ще один напис на мармуровій таблиці свідчив про те, що у 1837 році її відновив львівський міщанин Станіслав Бернацький. При відновленні колони допущено ряд брутальних помилок. Зокрема, на фронтальному боці колони було написано, що коронація Матері Божої відбулася у 1753 році, а з протилежного зазначено, що колону поставлено у 1750 році.
У 1751 році, після коронації образу Матері Божої, довкола цієї пам'ятної колони почав розростатися Городоцький цвинтар.
У 1851 році, в соту річницю встановлення колони Матері Божої на полях Білогорщі, конвент домініканців востаннє повторив урочистості коронації. В першій чверті XX століття пам'ятна колона ще існувала. Вона зберігалася у майже незмінному вигляді, попри обдертий вигляд (оббитий місцями до червоної цегли тиньк і відсутність ікон у нішах) утримувала свої рококові форми відносно непогано і була єдиною пам'яткою цього стилю у Львові. Саме тому львівські консерватори пам'яток намагалися зберегти її.
Регулярні поховання на Городоцькому цвинтарі тривали до 1 вересня 1875 року. На день офіційного закриття цвинтаря там ще було 300 надгробків. За оголошенням від 18 вересня 1876 року, маґістрат зібрав власників цих гробівців і звернувся з проханням перенести їх на інші львівські цвинтарі коштом міста в термін до 1 вересня 1880 року.
17 травня 1908 року президент Львова Станіслав Цюхцінський повторно подав урядовий список решти гробівців Городоцького цвинтаря для того, щоб протягом року родини померлих перенесли гробівці своїх предків на інші цвинтарі. В іншому випадку місто знімало зі себе відповідальність за подальше їх існування. Рідні померлих іґнорували цю постанову маґістрату, тоді на засіданні міської ради 27 травня 1908 року ухвалено рішення про видання опису цвинтаря. Його виконав Францішек Яворський у статті «Городоцький цвинтар» (1908). Відповідно до опису, на цвинтарі було близько 70 надгробків, на той час також зберігалася книга реєстрації поховань з кінця XVIII — початку XIX століть.
На початку XX століття була пропозиція перетворити територію Городоцького цвинтаря на публічний парк і, таким чином, зберегти колону й уцілілі рештки давніх надгробків. Ця ідея не була би профанацією для колишнього цвинтаря, бо публічний парк слугував би тоді благословенням для живих, виразом пієтизму для запущених могил. Незадовго до початку першої світової війни був створений проект перебудови збережених решток цвинтаря (зокрема, вцілілої колони) на невеликий відпочинковий парк для мешканців цієї околиці Львова.
У 1920-х роках існував проєкт перенесення та встановлення пам'ятної колони біля палацу архієпископа під Високим Замком. Але консерватори пам'яток із «Ґрона консерваторів Східної Галичини» відхилили цю пропозицію магістрату, бо, на їхню думку, пам'ятку не можна було переносити з одного місця на інше, тому вона протягом довгих років слугувала символом колишнього Городоцького цвинтаря.
1908 року у східній частині Городоцького цвинтаря, біля вулиці Кентшинського, 30 і 32 за проектом архітектора Юзефа Пйонтковського постав будинок польського фізкультурно-гімнастичного товариства «Сокіл II» (нині обома будинками користується дорожній фізкультурно-спортивний клуб «Локомотив»). Водночас від західного боку цвинтаря почав розбудову, займаючи його колишню територію, заклад Антонія та Вікторії Білінських для невиліковно хворих.
Після першої світової війни територію Городоцького цвинтаря почали поступово забудовувати сучасними будівлями.
Оскільки територія колишнього цвинтаря знаходилася у безпосередній близькості до залізниці, то повстала необхідність у будівництві будинку профспілки залізничників. У 1928 році, для забезпечення процесу спорудження по вулиці Кентшинського (нинішня вул. Федьковича, 54/56) будинку профспілки залізничників (саме так називався нинішній Будинок науки та техніки Львівської залізниці) було обрано Комітет із будівництва. Остаточний проєкт споруди було погоджено у 1932 році, але будівельні роботи розпочалися значно раніше — у 1929 році. У 1932 році, на конкурсній основі, підряд на будівництво виборола львівська будівельна фірма «Генрик Заремба і Спілка». Архітектурне опрацювання проєкту здійснив відомий варшавський архітектор Ромуальд Міллер, технічне опрацювання — інженер-будівельник Єжі Нехай. У березні 1938 року роботи зі спорудження будинку були завершені.
Сквер перед головним фасадом будинку профспілки залізничників постав на фрагменті Городоцького цвинтаря, остаточно ліквідованого після Другої світової війни. Зі скверу по закінченню другої світової війни, безслідно зникла пам'ятна колона на честь коронації Чудотворної ікони Божої Матері, проте у 1945 році у сквері з'явився пам'ятник Йосипу Сталіну (демонтований у 1961 році), пізніше пам'ятник В. І. Леніну (демонтований у 1990 році). Вільною від забудови залишилася лише територія цього скверу та і частина площі Берестейської унії, що біля Привокзального ринку.

## Поховання

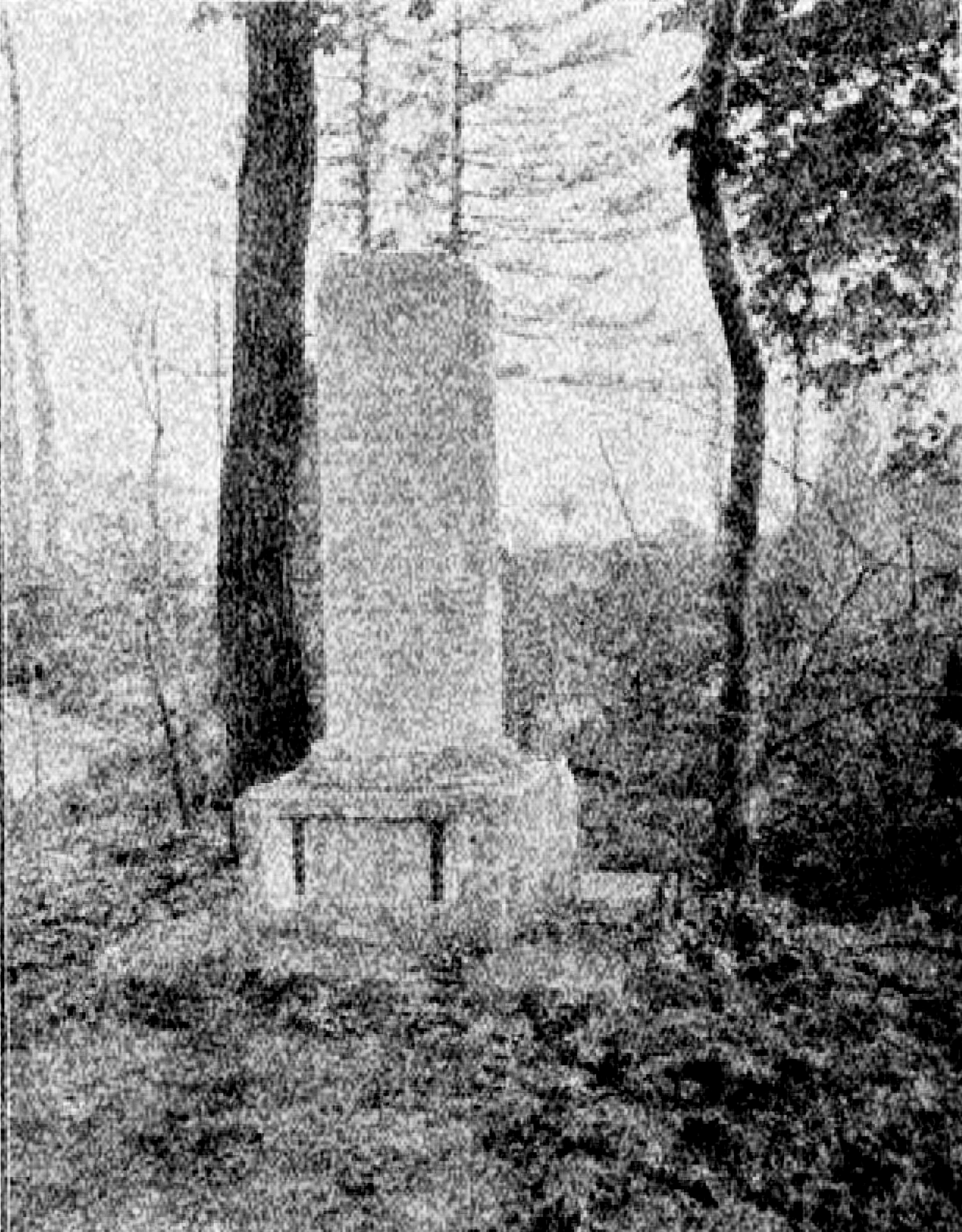
Гробівець таємного радника та президента Львівського Крайового суду Георга Екснера

У 1880 році з Городоцького цвинтаря урочисто перепоховано і з великими почестями перенесено в гробівець Львівської капітули на Личаківському цвинтарі труни українських греко-католицьких митрополитів — Григорія Яхимовича та Спиридона Литвиновича. Могили їхнього попередника Митрополита Галицького та Архієпископа Львівського, єпископа Кам'янецького, предстоятеля Української Греко-Католицької Церкви Антона Ангеловича, не зважаючи на докладні пошуки останків, не було знайдено на території Городоцького цвинтаря. З історичних джерел відомо, що на Городоцькому цвинтарі греко-католицькі митрополити були поховані посередині цвинтаря, а їх могили прикрашав необароковий пам'ятник, завершений короною і зіркою.
Окрім трьох митрополитів і цілого ряду крилошан церкви святого Юра, на Городоцькому цвинтарі були поховані також ректор греко-католицької духовної семінарії Андрій Дуткевич та віце-ректор цієї семінарії Фердинанд Кордасевич. З духовних осіб на Городоцькому цвинтарі були поховані також ксьондз костелу святої Анни Турський і парох з міста Кросно у південно-східній Польщі Юзеф Бєльський.
На Городоцькому цвинтарі були могили сестер з монастиря Святого Серця. Серед них були монахині, які померли далеко від своїх батьківщин, зокрема, на цвинтарі, були поховані німкені: Клара Фреда, Вільгельміна Граділлек, Луїза Ґрубер, Луїза Турк; французки: Леона Летрідарт, Евеліна Безірс, Марія Понцет та англійка Дженні Ґеорґес. Але їх поховання так і залишилися незнайденими.

Гробівець родини Шафштадтерів

Незважаючи на те, що львівські шляхтичі хоронили своїх померлих здебільшого в каплицях або гробівцях на територіях своїх родових маєтків, на Городоцькому цвинтарі були також деякі поховання представників цієї верстви. Тут, зокрема, були поховані: Валентин Чацький, Фелікс Пеґловський, Цецилія з Фредрів Яблоновська (сестра Александра Фредра), Текля з Шептицьких Кунашевська, Зофія з Яблоновських Фредро (бабця митрополита Андрея Шептицького), Северина з Фредрів Скшинська, Кароль та Антоній Дідушицькі, Кароль Яблоновський та інші. Майже всі вони згодом були перенесені на інші місця поховань, деякі навіть за межі Львова. Зокрема, Цецилія з Фредрів Яблоновська була перепохована у крипті під старим костелом у місті Кросьценко (нині належить до Кросненського повіту Підкарпатського воєводства у Польщі).
Найстарші приватні пам'ятники Городоцького цвинтаря, датовані (1792—1799) роками, належали цехмайстру мильного цеху Францішку Герману, фіскальному ад'юнкту Антонію Крістеллі та касиру міської економії Василієві Мацєвичу.
На початку XIX століття на цвинтарі ховали переважно німецьких чиновників, а тому він тоді мав вигляд провінційного німецького цвинтаря, на якому у 1830—1840-х роках часто зустрічалися характерні для перехідного періоду від класицизму до романтизму надгробки у стилі бідермаєру. Польські надгробки зустрічалися у той час рідко.
На цвинтарі розташовувалися могили відомих львівських родин: Кріммерів (1843—1873), Броєрів (1817—1819), Ундерків, Волінських, Дістлів та інших, пізніше перенесені на Личаківський цвинтар. До цікавих пам'яток належали надгробки Матвія Квізали, Маріанни Шванн, Фелікса Петринського, Петера Даре та Клари Ґаттін, бровара Йоганна Прохаски, родини Шафстендера, австрійського барона, таємного радника і президента львівського крайового суду Ґеорґа Екснера, Райнера Йозефа фон Клепсе, польського патріота, борця за відродження Польщі Євгенія Улатовського, Йоганна Нікітша, Томаша Ґлінського, Вітольда Малаховського та багатьох інших.
До особливо цінних скульптурних надгробків належали надгробки професора медицини Львівського університету Яна Махана та його доньки Юзефи Махан. Після ліквідації Городоцького цвинтаря вони опинилися на двох різних львівських цвинтарях. Надгробок Юзефи Махан (†1815) перевезли на Янівський цвинтар (на розі поля 31, біля могили архиєпископа Більчевського). Це фігура плакальниці, створена Антоном Шімзером у 1816—1820 роках у стилі ампір. Нагробок Йоганна (Яна) Махана — на алеї між полями 67 та 68 Личаківського цвинтаря. Це також скульптура плакальниці, яка в жалобі обіймає урну, прикрашену вінком і вільно задраповану (її авторами вважають Гартмана Вітвера й Антона Шімзера). Обидва пам'ятники зберігаються в доброму стані.

Гробівець Йоганна Нікітша

Неподалік від поховання Яна Махана на Городоцькому цвинтарі був похований професор перший ректор Львівського університету, німець Йозеф Маус. Він був похований поруч з могилами своєї дружини Марії та дочок Йоанни та Алоїзи. Тлінні останки представників родини Мауса, крім Алоїзи, були перенесені на Личаківський цвинтар, де перепоховані в каплиці його зятя, графа Петра Бруніцького.
У 1874 році на цвинтарі зведено останній кам'яний надгробок, під яким були поховані останки відомої співачки німецького театру Клари Ґраф, а її чоловік, капітан з 51 піхотного полку Фердинанд Ґраф, згідно його волі, був похований біля коханої дружини. Отож, Ґраф був останнім із похованих на Городоцькому цвинтарі.
На цвинтарі також зустрічалися зразки найдавніших для Львова цвинтарних скульптурних форм — фігур «плачок» (жалібниць), датованих кінцем XVIII — початком XIX століття.
Жіночі фігури представляли біль, жаль або смуток і нагадували класицистичні твори Антона та Йоганна Шімзерів з Личаківського цвинтаря. Надгробок Яна Дістля, виконаний скульптором Павлом Ойтелє, являв собою генія смерті та жіночу постать під хрестом; надгробок Йоганна Нікітша був прикрашений постаттю засмученої жінки з дитям на руках при постаменті з урною. Надгробний пам'ятник Юзефи Махан, дочки професора медицини Яна Махана, прикрашала статуя жінки на колінах, поставлена на високому постаменті. Скульптура вирізнялася з-поміж інших на цвинтарі. Торс її був похилений, голова піднесена, руки затиснені і опущені до колін. Вираз обличчя жінки був шляхетний і натуральний, статуя уособлювала біль, а дві інші фігури, поміщені на надгробній плиті, символізували жаль і смуток та доповнювали фігурну композицію пам'ятника. Усі фігури були одягнені у стародавні шати. Оригінальна жіноча постать була поміщена на постаменті надгробка Томаша Ґлінського. Вона обіймала урну, а в руках тримала вінок з квітів. Подібні фігури плакальниць прикрашали також надгробки Райнера фон Клепсе, Евгеніуша Улатовського та Йоганна Нікітша.